# Globalstar

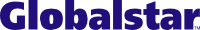
Logo von Globalstar

Globalstar ist ein Satellitenkommunikationsnetz ähnlich dem Iridiumnetz. Diese Satellitenkonstellation basiert auf 48 Satelliten, die in etwa 1400 km Höhe über die Erde ziehen, ohne hierbei die Polargebiete abzudecken.

## Organisation
Gegründet wurde das Unternehmen Globalstar von einem Zusammenschluss weltweit führender Telefongesellschaften und Geräteherstellern wie: Qualcomm, Alenia, China Telecom (HK), DACOM, DaimlerChrysler Aerospace, Elsacom (ein Finmeccanica-Unternehmen), Hyundai, TE.SA.M (ein France Telecom/Alcatel-Unternehmen), Space Systems/Loral und Vodafone AirTouch. Geführt wird das Unternehmen von Loral Space & Communications.

## Netzabdeckung

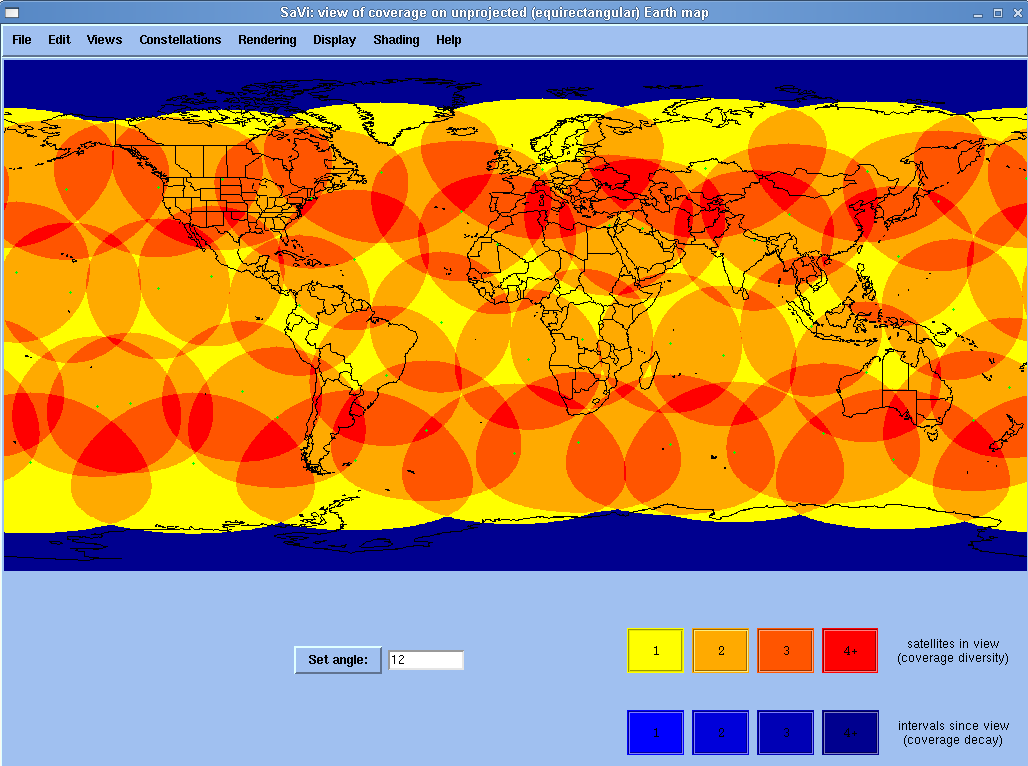
Ausleuchtzonen der Globalstar-Satelliten (Footprints)

Alle Globalstar-Satelliten bewegen sich auf niedrigen Erdumlaufbahnen (LEO) um die Erde. Die Bahnneigung beträgt 52 °. Dadurch deckt Globalstar (wie auch Inmarsat) nicht die Polkappen ab. Die Polkappen werden heute (2022) im L-Band nur über das Iridium-Satellitennetzwerk versorgt.
Da die Globalstar-Satelliten keinen Kontakt untereinander haben, können nur Telefongespräche und Daten per Satellit übermittelt werden, wenn sich in der Ausleuchtungszone des jeweiligen Satelliten gleichzeitig eine Bodenstation befindet. So muss bei Globalstar im Umkreis von ca. 3000–3500 km ein Gateway sein, damit das Netz genutzt werden kann. Bei Iridium werden hingegen Telefongespräche und Daten über Richtfunkverbindungen von Satellit zu Satellit weitergereicht, bis ein Satellit in Sichtverbindung zum Gateway steht. Von diesem Satellit wird das Telefongespräch respektive die Daten über den Downlink an die Bodenstation übermittelt. Netzinterne Gespräche werden direkt über die Satelliten vermittelt.
Bei Globalstar werden alle Telefongespräche und Daten immer direkt über das am Boden befindliche Gateway geleitet,  selbst netzinterne Telefongespräche werden immer über das Gateway abgewickelt. Die Satelliten halten bei fehlender Richtfunkverbindung zu einer Bodenstation keine zu übermittelnden Daten in einem Datenspeicher vor, bis wieder eine Verbindung zu einer Bodenstation besteht. Alle Globalstar-Satelliten fungieren als Transponder. Deshalb beschränkt sich die Netzabdeckung des Satellitennetzwerks auf das Festland und küstennahe Gewässer. Vor der Nutzung des Globalstar-Satellitennetzwerks sollte stets die aktuelle Versorgungskarte des jeweiligen Anbieters konsultiert werden.
In der Originalkonstellation mit 48 Satelliten ist die Kommunikation mit mindestens einem Globalstar-Satellit grundsätzlich von jedem Standort außerhalb der Polarkappen mit freier Sicht zum Himmel möglich. Bis zum 68. Breitengrad befindet sich in der Originalkonstellation jederzeit mindestens ein Globalstar-Satellit mit einem Höhenwinkel von mindestens 10° am Himmel. Um eine einwandfreie, unterbrechungsfreie Kommunikation mit Globalstar sicherzustellen, darf kein Objekt ab einem Höhenwinkel von 10° die Sicht zum Himmel stören. Bei einem Globalstar-Empfangsausfall befindet sich ein Objekt in der ersten Fresnelzone und stört die Sichtverbindung vom Satellitentelefon zum Globalstar-Satelliten. In der ersten Fresnelzone sollten sich keine Sträucher, Bäume, Felsen, Haus- und Hüttenwände befinden.
Die Sendeleistung von Satellitentelefonen ist aus gesundheitlichen und technischen Gründen begrenzt. Im dichten Wald mit hohen Bäumen genügt die Verbindungsreserve der Globalstar-Satellitentelefone nicht für Sprachkommunikation.
Mit einer Smartphone-App zum Satellitentracking kann der aktuelle Standort des Satelliten am Himmel berechnet werden. Zur Berechnung des aktuellen Satellitenstandorts benötigt die Satellitentracking-App aktuelle TLE-Daten. Aufgrund der Bahnneigung von 52° ist die Versorgungsdichte in den gemäßigten Zonen besonders hoch. Zwischen dem 25. und dem 50. Breitengrad befinden sich jederzeit zwei Satelliten am Himmel mit einem Höhenwinkel von mindestens 10°. Das Satellitentelefon muss im Schnitt alle 10 bis 15 Minuten den Globalstar-Satelliten wechseln, da der bisher verwendete Satellit hinter dem Horizont verschwindet. Der Satellitenwechsel geschieht vollautomatisch per Soft Handover und ohne Unterbrechung des Telefongesprächs.

## Anwendungen

### Sprachtelefonie

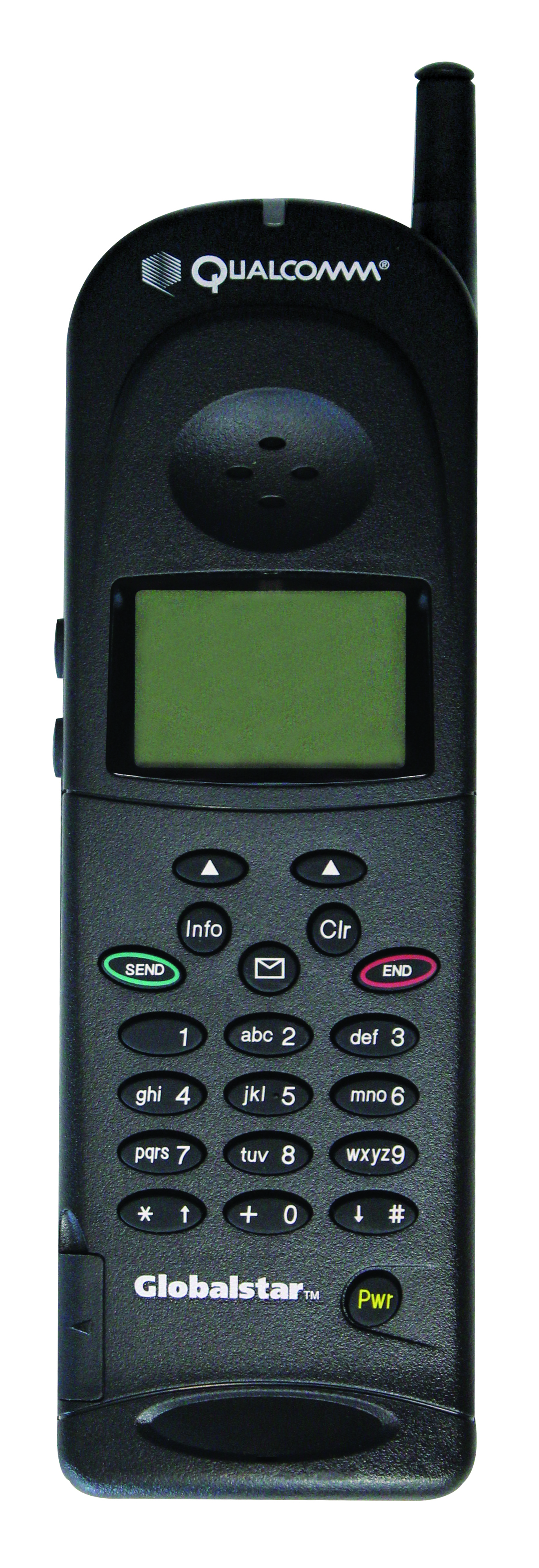
Qualcomm GSP-1600 Satellitentelefon

Globalstar ermöglicht Telefonie und den Versand und Empfang von SMS. Wie lange und welche dieser Funktionen im Globalstar-Satellitennetzwerk noch unterstützt werden, ist für (potentielle) Endkunden schwer ersichtlich. Globalstar bezeichnet die Telefonie als „Altlast“ (Legacy Service). Neue Satellitentelefone für das Globalstar-Satellitennetzwerk sind nicht mehr erhältlich.
Da die Übertragungsrate von Sprachdaten mit höchstens 8550 Baud sehr gering ist, kommt ein stark komprimierender Codec mit dem Namen Code-Excited Linear Prediction (CELP) zum Einsatz. Die Sprach- und Verbindungsqualität ist deutlich schlechter als die gewohnte Sprach- und Verbindungsqualität vom terrestrischen Mobilfunk mit Handy/Natel. Zum Vergleich: Bei Telefongesprächen über die terrestrische Mobilfunktechnik GSM/2G und UMTS/3G wird im Normalfall der Codec Adaptive Multi-Rate Narrowband (AMR-NB) mit 12,2 kbit/s eingesetzt. AMR-NB mit 12,2 kbit/s erreicht einen MOS-Wert von 4,2 (Sprachqualität: „gut“ bis „ausgezeichnet“). Bei Telefongesprächen sind Sprachverzerrungen und kurze Unterbrechungen auch bei einwandfreiem Netzempfang technisch bedingt zu erwarten. Der Einsatz von Sprechregeln (z. B. „verstanden“/„antworten“) ist zu empfehlen.
Moderne Satellitentelefone verwenden in ausziehbaren Stäben integrierte Antennen. Der Stab dient dazu, die sich am Ende des Stabs befindliche Antenne in eine Position zu bringen, welche den Kopf der telefonierenden Person überragt, während gleichzeitig der Lautsprecher des Satellitentelefons auf der Ohrmuschel aufliegt. Mit Hilfe des Stabs wird erreicht, dass der Kopf der telefonierenden Person nicht die Sichtverbindung zwischen Antenne und Globalstar-Satelliten unterbricht. Der Stab ist mit einem oder mehreren Gelenken ausgerüstet, damit die Antenne direkt nach oben ausgerichtet werden kann, um optimal als Rundstrahler arbeiten zu können.
Die aktuellen Globalstar-Satellitentelefone benötigen keine SIM-Karte und entsprechen demnach dem Standard ANSI-41. Dieser Standard wird auch IS-41 genannt. SMS-Versand im Globalstar-Satellitennetzwerk ist nur noch über ein Webinterface möglich. Es besteht keine Möglichkeit SMS mit einem Mobiltelefon oder Satellitentelefon zu versenden.

### Datenübertragung und Internetzugang
Globalstar-Satellitentelefone unterstützen Datenkommunikation mit Paketvermittlung (PS). Die durchschnittliche Paketumlaufzeit (RTT) des über Globalstar-Satelliten realisierten Internetzugangs liegt im Bereich von 70 Millisekunden (ms). Das neuste Globalstar-Satellitentelefon, das GSP-1700, unterstützt Datenübertragungsraten bis 9.6 kbit/s. Wie lange und welche dieser Funktionen im Globalstar-Satellitennetzwerk noch unterstützt werden, ist für (potentielle) Endkunden schwer ersichtlich. Globalstar bezeichnet diesen Dienst als „Altlast“ (Legacy Service).

### Datenübertragung für M2M-Anwendungen
Globalstar ermöglicht die satelliten-basierte Datenkommunikation von M2M-Anwendungen im Datagramm-Verfahren mit sehr kleinen Datenmengen und Datenübertragungsraten. Bekannte auf das Globalstar-Satellitennetzwerk setzende M2M-Anwendungen sind:
- Notfunkbaken wie der SPOT
- Neuere Modelle des iPhone mit integriertem Satellitenkommunikationsmodul[11][12][13]

Alle vorgestellten M2M-Anwendungen ermöglichen den Notruf über das Globalstar-Satellitennetzwerk. Sie ermöglichen eine indirekte Zweiwegkommunikation mit Kurzmitteilungen mit den Search-and-Rescue-Einsatzkräften.
Globalstar stellt die Infrastruktur für eine Notruffunktionalität welche in allen Versionen des iPhone 14 und iPhone 14 Pro enthalten ist. Globalstar reserviert 85 % seiner Netzwerkkapazität für die M2M-Anwendungen der iPhones und investiert in den Ausbau seiner Infrastruktur, wie den Ausbau des Bodennetzwerks und den Bau von neuen Gateways. Die verbliebenen 15 % Netzwerkkapazität werden den restlichen M2M-Anwendungen zugeteilt. Das bestehende GlobalStar-Satellitennetzwerk wurde an die Bedürfnisse von Apple angepasst: um ausreichend Netzwerkkapazität in abgelegenen Gebieten zu schaffen, wurden einzelne Satelliten aufgrund von Bedarfsanalysen neu positioniert. Da die iPhones über keine ausreichend große Antenne verfügen, mussten die Satelliten mit einem neuen Hochenergie-Modus, der die Signale verstärkt, ausgestattet und ein neuer Verbindungsstandard eingeführt werden.

## Technisches

### Satellitenflotte
Aktuell (2022) besteht das Globalstar-Satellitennetzwerk aus 8 aktiven Satelliten der ersten Generation, 24 aktiven Satelliten der zweiten Generation und einem Reservesatelliten der zweiten Generation.

#### Globalstar-Satelliten der ersten Generation
Die erste Satellitengeneration bestand am Anfang aus insgesamt 52 im Orbit befindlichen Satelliten. Im Februar 2000 startete der kommerzielle Betrieb mit 48 Satelliten im Dienst und vier Reserve.
Die Globalstar-Satelliten umkreisen die Erde auf rund 1414 km Höhe. Diese Höhe wird für Satellitenorbits wegen des Van-Allen-Gürtels üblicherweise gemieden. Ursache für die Degeneration der S-Band-Sender der ersten Satellitengeneration war die sogenannte „Südatlantische Anomalie“, auf Grund derer die Satelliten bei fast jedem Umlauf einer stärkeren kosmischen Strahlung ausgesetzt waren, welche den elektronischen Bauteilen der Satelliten stark zusetzte. Bei den Globalstar-Satelliten der ersten Generation litten vor allem die Verstärker der S-Band-Satellitenantennen. Von 2007 bis 2011 waren wegen der S-Band-Problematik Telefongespräche und Datenübertragungen über die Globalstar-Satelliten massiv beeinträchtigt.
Aufgrund der S-Band-Problematik war es Globalstar nicht mehr möglich den zuverlässigen Netzbetrieb sicherzustellen. Deshalb entschied Globalstar die acht Reservesatelliten am Boden startbereit zu machen und zu verwenden. Diese 8 weiteren Satelliten der ersten Generation wurden im Jahr 2007 in 920 km Höhe ausgesetzt Mit der Zeit stiegen sie selbsttätig auf die Operationshöhe von 1414 km, wo sie dann den Betrieb aufnahmen.

#### Globalstar-Satelliten der zweiten Generation
Die 24 Satelliten der zweiten Generation wurden zwischen 2010 und 2013 in einer Höhe von 920 km ausgesetzt und stiegen auf ihre Operationshöhe von 1414 km. Im Sommer 2013 hat Globalstar alle Starts der zweiten Satelliten-Generation abgeschlossen und alle neuen Satelliten wurden aktiviert, so dass das Globalstar-Satellitennetzwerk wieder vollständig und einwandfrei funktionstüchtig wurde.
Seit 2013 besteht das Globalstar-Satellitennetzwerk nur noch aus 32 aktiven Satelliten. Am 19. Juni 2022 wurde mit Globalstar FM-15 ein Reservesatellit durch eine Trägerrakete des Typs Falcon 9 vom Unternehmen SpaceX in die Erdumlaufbahn befördert.
Die Satelliten der zweiten Generation unterstützen eine maximale Datenübertragungsrate von 256 kbit/s. Sowohl im Downlink wie auch im Uplink. Die Luftschnittstelle unterstützt neu WCDMA und ermöglicht die Realisierung von Satellitennetzwerke auf Basis des IP-Netzwerkprotokolls.

#### Globalstar-Satelliten der dritten Generation
Die Globalstar-Satelliten der zweiten Generation haben eine erwartete Lebensdauer von rund 15 Jahren. Deshalb bestellte Globalstar Anfang 2022 17 neue Satelliten der dritten Generation bei MDA. Diese Bestellung von 17 neuen Satelliten wird zu 95 % von Apple finanziert. Damit sichert Apple den Weiterbetrieb des Globalstar-Satellitennetzwerks.

### Luftschnittstelle
Die Datenübertragung vom Satellit zu den Handgeräten erfolgt weltweit im S-Band von 2,4835 GHz bis 2,5 GHz. Die Datenübertragung vom Handgerät zum Satellit erfolgt weltweit im L-Band von 1,6138 GHz bis 1,61825 GHz. Die obere spektrale Grenze schließt an die Frequenzen an, die von dem Konkurrenzsystem Iridium genutzt werden. Unterhalb liegt von 1,6106 GHz bis 1,6138 GHz ein für die Radioastronomie vorgesehener Frequenzbereich. Die Datenübertragung zwischen Bodenstation und Satellit erfolgt im C-Band.
Der Globalstar-Frequenzbereich wird mit Frequenzmultiplex (FDM) in mehrere Kanäle unterteilt. Die digitalen Daten werden mit Codemultiplexverfahren (CDMA) codiert und in einem Kanal übertragen. Ein Globalstar-Kanal hat eine Bandbreite von 1,23 MHz, womit sich auf Grund der zur Verfügung stehenden Bandbreite im Uplink drei nutzbare Globalstar-Funkkanäle ergeben. Ein Funkkanal kann dabei durch CDMA von mehreren Teilnehmern parallel und ohne gegenseitige Störungen genutzt werden.
Das Globalstar-Satellitennetzwerk verwendet für die Satellitenkommunikation mit (W-)CDMA die Vorteile der Frequenzspreizung. Mit dem Einsatz von Frequenzspreizung kann die Empfängerempfindlichkeit verbessert werden. Je größer der Spreizfaktor des eingesetzten Funksignals, desto empfindlicher wird der Empfänger. Globalstar verwendet einen Spreizfaktor von 128. Kein anderes, heute im L-Band arbeitendes, kommerzielles Satellitennetzwerk nutzt die Vorteile der Frequenzspreizung. Trotzdem müssen die bestehenden Globalstar-Bodenstationen mit neuer, leistungsfähigeren Sende- und Empfangstechnik ausgerüstet werden, damit die Satellitenkommunikation mit den in neueren iPhones integrierten Satellitenkommunikationsmodul möglich ist.
Die Luftschnittstelle des Globalstar-Satellitennetzwerks, auch Globalstar Air Interface (GAI) genannt, unterstützt Satellitentelefone nach der Norm ANSI-41. Die Unterstützung für Geräte nach der SIM-Karten-basierten GSM-Norm wurde zum 15. Juli 2023 abgeschaltet, somit sind Satellitentelefone der ersten Generation wie dem Ericsson R290 nicht mehr nutzbar. Damit fiel auch das Satelliten-Roaming für GSM-Vertragskarten, wie etwa Telekom und Vodafone sowie Swisscom weg. So können Globalstar-Gateways die nötige Infrastruktur für ANSI-41 sowie ein MSC für die Vermittlung der Gespräche nach GSM-Norm enthalten.